# Nederlandse Film- en Geluidsdienst
Nederlandse Film- en Geluidsdienst (NFGD), voorheen Nationale Filmdienst B.V. is een van de langst bestaande audiovisuele bedrijven in Nederland.

## Geschiedenis
De Katholieke Verkenners, voorloper van Scouting Nederland, was een rooms-katholieke scoutingorganisatie voor jongens in Nederland. Zij maakten in die tijd gebruik van een eigen filmdienst. Kees van Bemmel (geboren 30 juli 1925 - overleden 10 december 2012) maakte films voor deze organisatie en vertoonde deze in clubhuizen. Echter werd er door de organisatie besloten dat deze dienst te duur werd.
Vlak na de oorlog (1947) nam Van Bemmel de filmdienst over van de Katholieke Verkenners en was de Nationale Filmdienst B.V. een feit.
Destijds waren de meeste ministeries gevestigd in Den Haag en was er een grote behoefte aan audiovisuele apparatuur die voor een korte periode ingezet kon worden. Er werd daarom ook dankbaar gebruikgemaakt van de kennis en kunde van Van Bemmel.
Het kleine Haagse eenmansbedrijfje expandeerde en reed af en aan met productie-units in de Haagse regio en door het land.
Het werkveld breidde uit door de aanschaf van tolkencabines met bijbehorende apparatuur, enorme projectoren en er werd video geïntroduceerd. Om de veelzijdigheid van het bedrijf te benadrukken werd de naam veranderd in Nationale Film- en Geluidsdienst, later afgekort tot NFGD.
Door deze explosieve groei bleken diverse verhuizingen noodzakelijk om techniek en mensen te herbergen. Na in Den Haag zelf al enkele malen te zijn verhuisd, werd uiteindelijk Zoetermeer de uitvalsbasis (1989).

## Ontwikkelingen
Sinds 1947 is er qua techniek veel veranderd. Destijds kon men nog volstaan met het verhuren van geluidssetjes en projectie. Vandaag de dag worden er veel meer eisen gesteld en wordt er verwacht dat een audiovisueel bedrijf van alle markten thuis is (full-service). Ook hierin is de Nationale Film- en Geluidsdienst meegegaan met zijn tijd.
De introductie van computers (1956) heeft door de jaren heen de mogelijkheden van de audiovisuele wereld drastisch veranderd. In de tachtiger jaren was het gebruik van computers nog minimaal, maar tegenwoordig is er voor de aansturing van systemen verschillende soft- en hardware nodig. Daardoor moest de kennis van de medewerkers voortdurend worden bijgeschaafd. Door middel van trainingen door leveranciers of door zelfstudie heeft NFGD er altijd voor gezorgd, dat de werknemers op de hoogte waren van de laatste ontwikkelingen. Het werken in de audiovisuele wereld werd daardoor aantrekkelijker en uitdagender.
Rond het jaar 2000 is de Nationale Film- en Geluidsdienst zich meer gaan richten op projectmatige opdrachten. Zo kon de NFGD één aanspreekpunt worden voor een klant.

## Het bedrijf heden ten dage
NFGD is door de jaren heen uitgegroeid tot een modern bedrijf met circa 50 medewerkers gespecialiseerd in video, geluid en multimedia.
Doordat er al vele jaren gebruik werd gemaakt van tolkencabines kon het natuurlijk niet uitblijven dat NFGD in 1999 onder leiding van Erna Pauli een eigen tolkenafdeling opstartte voor het inzetten van simultaan-, gespreks-, consecutief- en fluistertolken.
In het tijdperk waarin wij nu leven is het verkrijgen van informatie via de digitale snelweg niet meer weg te denken. NFGD is meegegaan met deze nieuwe ontwikkelingen en de medewerkers hebben zich gespecialiseerd en verdiept in multimedia en in social media.
Vlak na de Tweede Wereldoorlog (1940-1945) bleek er bij de diverse overheden en bedrijven een grote behoefte te bestaan om audiovisuele apparatuur in te zetten bij evenementen en congressen. Er werd veel gebruikgemaakt van de mogelijkheid om de apparatuur te huren omdat er destijds geen budget was om te  investeren in de aanschaf van dergelijk dure specialistische apparatuur. Van lieverlee kwam hierin verandering en ging men vaker over tot aanschaf.
Apparatuur is bij veelvuldig gebruik aan slijtage onderhevig. Om kosten uit te sparen nam NFGD de eigen apparatuur in onderhoud en kon een eigen servicedienst niet uitblijven.

### De slogan
Door alle ervaringen die waren opgedaan in het vinden van oplossingen voor verschillende technische problemen én de jarenlange opgebouwde goede verstandhouding met de relaties was de slogan jarenlang: “NFGD, de mens achter de techniek”. Inmiddels is de slogan: "Your Story Better Told".

## Maatschappelijk betrokken
NFGD heeft in de loop van de jaren vele projecten mogen sponsoren. Zo werd de “Open European Championship (OEC)”, gehouden in Technische Universiteit Delft voor een groot deel voorzien van apparatuur. Kinderen tot 12 jaar uit 50 verschillende landen gingen door middel van robots, gemaakt van LEGO steentjes, de strijd met elkaar aan. De organisatie wil door deze wedstrijden bereiken dat kinderen geënthousiasmeerd worden voor techniek. Ieder jaar is er een ander thema. 2011 stond in het teken van “technologie ontmoet geneeskunde”.
Ook Medisch Centrum Haaglanden kon een beroep doen op NFGD. Zo werd de voorleesmiddag in de Week van de Oncologie ondersteund met diverse apparatuur.

## Maatschappelijk verantwoord ondernemen
NFGD ziet maatschappelijke betrokkenheid als een vanzelfsprekendheid. Mvo betekent ondernemen met aandacht voor de drie P’s: People, Planet en Profit. Bij de uitoefening van al de activiteiten gaat NFGD respectvol om met deze 3 P's: People, Planet en Profit. Kort en simpel wil NFGD bijdragen aan het behoud van onze planeet en de verbetering van de werk- en leefomgeving van haar bewoners.

## Landelijke samenwerking
In de loop van de jaren bleek dat er een behoefte ontstond om landelijk gerichte audiovisuele activiteiten te gaan ontwikkelen. Sinds 1 januari 2010 is de NFGD nauw samen gaan werken met een tweetal andere audiovisuele bedrijven. Één bedrijf is gevestigd in het noorden van Nederland en het andere bedrijf heeft een tweetal vestigingen in het zuiden. Deze samenwerking resulteerde in AVDL Nederland B.V. (een afkorting van Audio Video Data Licht).